# Seriolella porosa
Seriolella porosa is een straalvinnige vissensoort uit de familie van Centrolophidae. De wetenschappelijke naam van de soort is voor het eerst geldig gepubliceerd in 1848 door Guichenot.